# 조석 가열
조석 가열(영어: Tidal heating)은 조석 굴곡 과정에 의해 생겨나며, 자전/공전 에너지가 행성이나 위성에 열로서 방출되는 현상을 예기한다. 목성의 위성인 이오는 태양계에서 가장 화산 활동이 활발하고, 표면에는 충돌구가 없다. 이는 목성의 기조력이 이오를 짓눌르기 때문이다. 이오의 궤도 이심률 때문에 이오의 조석 팽창 정도가 궤도를 돌며 큰 차이(약 100m 정도)가 생겨나, 이오의 내부가 가열된다. 비슷하지만 강도가 조금 약한 과정이 유로파에서도 일어나는데, 이 과정으로 생긴 열이 유로파의 얼음의 하부를 녹였다고 추정되고 있다. 토성의 위성인 엔셀라두스 또한 유사하게 얼음 표면 아래에 액체 상태의 물이 존재한다고 추정된다. 엔셀라두스의 수증기 간헐천에서 수증기가 뿜어져 나오는 과정에 필요한 열을 조석 가열 과정에서 공급받는다고 추측되고 있다.
조석 가열의 총 값 {\displaystyle q_{tid}} 은 다음과 같이 주어진다.
{\displaystyle q_{tid}=63} {\displaystyle \rho } {\displaystyle n^{5}} {\displaystyle r^{4}} {\displaystyle e^{2}/(38} {\displaystyle \mu } {\displaystyle Q)}
{\displaystyle \rho }는 위성의 평균 밀도를, {\displaystyle n}은 위성의 평균 운동을, {\displaystyle r}은 위성의 반지름을, {\displaystyle e}는 위성 궤도의 이심률을, {\displaystyle \mu }는 전단 탄성 계수를, {\displaystyle Q}는 무차원 소산 계수를 나타낸다. 조석 가열의 역할은 때때로 조석 가열과 내부 가열의 값이 동일할 때 무차원 수 C로 표현되기도 한다.

## 같이 보기
- 얼음화산
- 조석 가속
- 조석 고정